# Филида
Филида (грч. Phyllis) (лат. Phillis) - Име две краљице којима је љубав донела смрт.
- Филида која се заљубила у Акаманта
- Филида која се заљубила у Демофонта

## Митологија
Прва Филида се заљубила у Акаманта, сина атинског краља Тезеја, када је овај пролазио кроз Тракију, на путу ка Троји, где је учествовао у Тројанском рату. Филида је дуго чекала на свог љубљеног Акаманта, кога су на повратку из Троје задржале морске олује, па је након дугог чекања умрла од туге.
Друга Филида се заљубила у Акамамонтовог брата Демофонта, када се овај враћао из Тројанског рата. Он је после тога отишао у Атину, где су га задржали неодложни послови, и после дугог чекања Филида је извршила самубиство.